# Metatag
Een metatag is een veld in een document dat specifieke metadata bevat. Een document kan doorgaans meerdere metatags bevatten, die informatie geven over het document.
Metatags zijn bedoeld om (niet normaal zichtbare) informatie op te nemen over de inhoud van een website of een webpagina. Hiertoe wordt in de code van de pagina eerst een aanduiding opgenomen van het soort informatie, en daarna de informatie zelf. Die laatste kan beschrijvend van aard zijn, of kan een opsomming van trefwoorden bevatten.
Voorbeelden van metatags zijn "Auteur = Oscar Wilde" of "Het jaar van uitgifte van dit document is 1988.". Het eerste voorbeeld is beter te gebruiken door computers doordat het van een duidelijke syntaxis gebruikmaakt: "naam van tag = beschrijving". Het tweede voorbeeld gebruikt natuurlijke taal als syntaxis, wat voor mensen plezieriger oogt, maar voor computers moeilijker te interpreteren is.
Soms wordt informatie zowel in het document zelf gegeven (voor de lezer van het document) als in een metatag (bijvoorbeeld voor programma’s die de collectie waar het document deel van uitmaakt beheren).

## Metatags en het world wide web
Op het world wide web kunnen ook metatags gebruikt worden om pagina’s te annoteren. In HTML, de taal waarin webpagina’s geschreven worden, is hier een speciale faciliteit voor opgenomen. Een metatag is dan de informatie die bovenaan in een HTML-document wordt geplaatst, in de tag head.
Tegenwoordig maken ook andere standaarden gebruik van metatags, bijvoorbeeld het Resource Description Framework. Deze metatags verschaffen meer informatie over de pagina, zoals keywords (sleutelwoorden – die handig zijn voor zoekmachines) of description (een korte beschrijving van de pagina).
Metatags kunnen ook zorgen voor paginaspecifieke taken, zoals het automatisch laden van een ander HTML-document.
In het begin van het world wide web werden metatags veel gebruikt om informatie over bepaalde webpagina’s op te nemen in de pagina zelf. De auteurs van de pagina gaven kort een beschrijving van de pagina en enkele steekwoorden. Bij een (fictieve) webpagina van een roeivereniging zouden de metatags als volgt kunnen luiden:
```
<
meta
 
name
=
"description"
 
content
=
"De website van Roeivereniging de Spetters.

 Kom eens langs voor een sportieve en gezonde hobby!"
/>

```

```
<
meta
 
name
=
"keywords"
 
content
=
"roeien, roeiboot, skiff, watersport"
/>

```

Het was de bedoeling dat zoekmachines aan de hand van deze tags betere resultaten zouden opleveren. De makers van websites gaven echter op grote schaal valse of irrelevante metatags op, bijvoorbeeld populaire zoektermen die niets met de pagina zelf te maken hebben, zodat zoekmachines op een slimmere manier moesten bepalen hoe relevant een website is. De laatste tijd zijn metatags echter weer meer in gebruik. Zo neemt bijvoorbeeld Google de description-tag een-op-een over en dat kan weer bijzonder handig zijn voor websites met weinig tekst-inhoud, zoals flash-pagina’s. De tekst in de 'description' moet echter wel als leesbare tekst op de pagina staan en geen onderdeel zijn van een 'Flashframe'. Dit laatste geldt overigens óók voor de metatags 'title' en 'keywords'. Metatags en metadata hebben ook een mogelijke toepassing binnen het semantisch web.
Daarnaast biedt Google de mogelijkheid om twee verschillende HTML-scripts aan te maken om de indexering door de zoekrobot te optimaliseren en dus de vindbaarheid te vergroten. Deze scripts worden aangemaakt in een (gratis) aan te maken Google-account en bestaan uit een code gebaseerd op de aanwezigheid van een sitemap en als tweede code een 'trackercode' (Google Analytics).

## Voorbeelden metatags
Hieronder volgen een aantal voorbeelden van metatags voor webpagina's. Deze zijn opgesteld in de XHTML-standaard, in HTML vervalt de slash (/) voor het >-teken.
```
<
meta
 
name
=
"author"
 
content
=
"Wikipedia"
 
/>

```

Deze tag geeft aan wie de pagina heeft gemaakt.
```
<
meta
 
name
=
"Generator"
 
content
=
"bewerkingsprogramma"
 
/>

```

Deze tag geeft aan met welk programma de pagina is aangemaakt.
```
<
meta
 
name
=
"robots"
 
content
=
"nofollow, noindex"
 
/>

```

Deze tag geeft aan of een pagina mag worden opgenomen in de index van een zoekmachine (noindex om niet te worden opgenomen) en of de weblinks op de pagina gevolgd mogen worden (voor een hogere notering bij sommige zoekmachines van deze pagina’s nuttig, nofollow indien ongewenst). De vormen follow en index worden door zoekmachines genegeerd.
```
<
meta
 
name
=
"description"
 
lang
=
"nl"
 
content
=
"Informatie over metatags"
 
/>

```

Deze tag geeft informatie over wat er op deze pagina (niet de gehele website) te vinden is en in welke taal deze beschrijving is. Deze metatag telt vanwege vroeger misbruik nauwelijks mee in de weging, maar is wél zeer relevant, omdat de informatie die hier staat bij zoekmachines onder de zoekresultaten wordt getoond.
```
<
meta
 
name
=
"keywords"
 
content
=
"Meta-tags, metatags"
 
/>

```

Deze tag geeft zoektermen weer waarop zoekmachines de pagina zouden kunnen indexeren. Wordt bij veel zoekmachines genegeerd vanwege veelvuldig misbruik.
```
<
meta
 
name
=
"revisit-after"
 
content
=
"30 days"
 
/>

```

Deze tag geeft aan wanneer een spider van een zoekmachine de website nogmaals zou moeten bezoeken. Deze tag wordt door vrijwel alle zoekmachines genegeerd: een zoekmachine bepaalt de bezoekfrequentie aan de hand van de geconstateerde regelmaat van nieuwe toevoegingen en wijzigingen.
```
<
meta
 
name
=
"Voluntary Content Rating"
 
content
=
"adult"
 
/>

```

en
```
<
meta
 
name
=
"RATING"
 
content
=
"RTA-5042-1996-1400-1577-RTA"
 
/>

```

Deze tags geven aan dat de pagina bedoeld is voor volwassenen. Ze kunnen gebruikt worden door een internetfilter dat ouders op de apparatuur van hun kind geplaatst hebben, om toegang van het kind tot de webpagina te weigeren (restricted to adults, RTA).
```
<
meta
 
http-equiv
=
"content-language"
 
content
=
"nl"
 
/>

```

Deze tag geeft de taal aan waarin de website is opgebouwd: "en" voor Engels, "en-us" voor Amerikaans-Engels, "en-uk" voor Brits-Engels, "de" voor Duits, "fr" voor Frans, enzovoort.
```
<
meta
 
http-equiv
=
"content-type"
 
content
=
"text/html; charset=iso-8859-1"
 
/>

```

Deze tag geeft aan wat voor type pagina het is. Ook wordt aangegeven welke (meestal standaard aanwezige) karakterset voor deze pagina moet worden gebruikt. Dit is vooral voor pagina's met internationaal karakter vaak erg belangrijk. Denk ook aan de spatie tussen de puntkomma en de charset-instructie.
```
<
meta
 
http-equiv
=
"content-style-type"
 
content
=
"text/css"
 
/>

```

Deze tag is bedoeld om aan te geven dat er in de website ook gebruikgemaakt wordt van cascaded stylesheets voor de opmaak van de pagina.
```
<
meta
 
http-equiv
=
"content-script-type"
 
content
=
"text/javascript"
 
/>

```

Deze tag wordt gebruikt om aan te geven dat er in de pagina javascript (of VBscript, dan wel andere scripts) gebruikt wordt.
```
<
meta
 
http-equiv
=
"refresh"
 
content
=
"10; url=http://nl.wikipedia.org"
 
/>

```

Deze tag geeft aan in hoeveel seconden een pagina moet worden ververst en waar eventueel naartoe moet worden gegaan (als het een redirectpagina betreft).
```
<
meta
 
scheme
=
"ISBN"
 
name
=
"identifier"
 
content
=
"1-2345-678 X"
 
/>

```

Deze tag biedt de mogelijkheid om via een schema (in dit geval het ISBN) een identiteit te verlenen aan een pagina gekoppeld aan een nummer.
```
<
meta
 
http-equiv
=
"Page-Enter"
 
content
=
"blendTrans(Duration=0.3)"
 
/>

```

Deze tag zorgt voor een effect van verheldering van 3 seconden in de pagina bij openen (werkt alleen in Internet Explorer).
```
<
meta
 
http-equiv
=
"Page-Exit"
 
content
=
"blendTrans(Duration=0.3)"
 
/>

```

Deze tag zorgt voor een effect van vervaging van 3 seconden van de pagina bij weggaan naar een andere pagina of sluiten (werkt alleen in Internet Explorer).